# 345 (số)
345 (ba trăm bốn mươi lăm) là một số tự nhiên ngay sau 344 và ngay trước 346.